# Szerződésalapú programozás

Szerződésalapú programozás

A szerződésalapú tervezés, más néven szerződésalapú programozás (angolul: design by contract, DbC) egy szoftvertervezési módszer. 
A szerződésalapú programozás előírja, hogy a szoftvertervezőknek meg kell határozniuk a szoftverkomponensek specifikációit, amelyek kiegészítik az absztrakt adattípusok meghatározását előfeltétellel, utófeltétellel és invariánssal. Ezen specifikációkat szerződéseknek nevezik, az üzleti szerződések feltételeivel és kötelezettségeivel való hasonlóságuk miatt. 
A szerződésalapú megközelítés feltételezi, hogy minden olyan kliensösszetevő, amely egy szerverösszetevőn végrehajt egy műveletet, teljesíti az adott művelethez előírt feltételeket. 
Ahol ez a feltételezés túl kockázatosnak tűnik (mint a többcsatornás vagy elosztott programozás esetében), ott fordított megközelítést alkalmaznak, vagyis a szerverösszetevő teszteli minden releváns előfeltétel fennállását (a kliensösszetevő kérésének feldolgozása előtt vagy közben), és megfelelő hibaüzenettel válaszol, ahol mégsem teljesül az előfeltétel.

## Történet
A kifejezést Bertrand Meyer alkotta meg az Eiffel programozási nyelv tervezésekor, és először tudományos cikkekben írta le 1986-ban, majd az Object-Oriented Software Construction című könyvének két egymást követő kiadásában (1988, 1997). Az Eiffel Software 2003 decemberében kérte a Design by Contract védjegybejegyzését, amit 2004 decemberében kapott meg. A védjegy jelenlegi[mikor?] tulajdonosa az Eiffel Software.
A szerződéses tervezés a formális ellenőrzés, formális specifikáció és a Hoare-logika munkájában gyökerezik. Az eredeti kivitelezések tartalmazzák: 
- Világos metafora a tervezési folyamat irányításához
- Alkalmazás az öröklődésre, így különösen az újradefiniálás és a dinamikus kötés formalizálása
- Alkalmazás kivételkezeléshez
- Kapcsolat az automatikus szoftverdokumentációval

## Leírás
A szerződésalapú tervezés központi gondolata egy metafora arról, hogy a szoftverrendszer elemei miként működnek együtt a kölcsönös kötelezettségek és előnyök alapján. A metafora az üzleti életből származik, ahol az ügyfél és a szolgáltató szerződést kötnek, amely például meghatározza, hogy: 
- A szolgáltatónak biztosítania kell egy bizonyos terméket (kötelezettség), és jogosult arra számítani, hogy az ügyfél megfizette a díját (előny).
- Az ügyfélnek meg kell fizetnie a díjat (kötelezettség), és jogosult a termék megszerzésére (előny).
- Mindkét félnek teljesítenie kell az összes szerződésre vonatkozó bizonyos kötelezettségeket, például törvényeket és rendeleteket.

Hasonlóképpen, ha az objektumorientált programozásban egy osztály metódusa biztosít egy bizonyos funkciót, akkor: 
- Elvár egy bizonyos feltételt, melyet minden őt hívó modulnak biztosítania kell: kötelezettség az ügyfélnek és előny a szolgáltatónak (maga a metódus), ami lehetővé teszi, hogy ne kelljen az előfeltételen kívüli esetet kezelni.
- Garantálja az állapotot kilépéskor: az eljárás utófeltétele a szolgáltató kötelezettsége, és nyilvánvalóan haszon (a fő előny az eljárás hívása) az ügyfél számára.
- Megtart egy bizonyos tulajdonságot, amely belépéskor feltételezett és kilépéskor garantált: osztályinvariáns.

A szerződés szemantikailag megegyezik egy Hoare-hármassal, amely formalizálja a kötelezettségeket. Ezt össze lehet foglalni a „három kérdéssel”, amelyeket a tervezőnek többször meg kell válaszolnia a szerződésben: 
- Mit vár a szerződés?
- Mit garantál a szerződés?
- Mit tart fenn a szerződés?

Számos programozási nyelv lehetővé teszi ilyen állítások megfogalmazását. A DbC azonban úgy ítéli meg, hogy ezek a szerződések annyira döntő fontosságúak a szoftver helyességéhez, hogy azoknak a tervezési folyamat részét kell képezniük. Valójában a DbC először az állítások felírását javasolja. A szerződések leírhatók megjegyzésekként a kódban, érvényesíthetők tesztekkel (akár mindkettő is alkalmazható), akkor is, ha a használt programozási nyelvben nem támogatott a szerződésalapú programozás nyelvi szinten. 
A szerződés fogalma a metódus/eljárás szintjére terjed ki; az egyes alprogramokra vonatkozó szerződés általában a következő információkat tartalmazza:
- Az elfogadható és elfogadhatatlan bemeneti értékek vagy típusok, és azok jelentése
- Visszatérési értékek vagy típusok és jelentéseik
- A hiba- és kivételértékek vagy -típusok, amelyek előfordulhatnak, és azok jelentése
- Mellékhatások
- Előfeltételek
- Utófeltételek
- Invariánsok
- (ritkábban) Teljesítménygaranciák, pl. a futási időre vagy helyigényre

Az öröklési hierarchia alosztályai gyengíthetik (de nem erősíthetik) az előfeltételeket, és erősíthetik (de nem gyengíthetik) az utófeltételeket és invariánsokat. Ezek a szabályok hasonlítanak a viselkedésbeli altípusokhoz. 
Minden osztálykapcsolat a kliensosztályok és a szolgáltató osztályok között zajlik. A kliens osztály köteles úgy hívni a szolgáltató szolgáltatásait, hogy a hívás eredménye nem sérti a szolgáltató állapotát.  Ezt követően a szolgáltató köteles olyan visszatérési állapotot és adatokat szolgáltatni, amelyek nem sértik az ügyfél állapotkövetelményeit. 
Például egy szolgáltató adatpuffer megkövetelheti, hogy az adatok legyenek jelen a pufferben a törlési funkció meghívásakor. Ezt követően a szállító garantálja az ügyfél számára, hogy amikor a törlési funkció befejezi a munkáját, az adatelem valóban törlődik a pufferből. Más tervezési szerződések az osztályinvariáns fogalmai. Az osztályvariáns garantálja (a helyi osztály számára), hogy az osztály állapota az egyes funkciók végrehajtása végén a meghatározott tűréshatáron belül megmarad. 
A szerződések használatakor a szállítónak nem szabad ellenőrizni, hogy a szerződéses feltételek teljesülnek-e (támadó/offenzív programozás). Az az általános elképzelés, hogy a kód „keményen kudarcot vall”, a szerződés ellenőrzése pedig biztonsági háló. 
A DbC „keményen kudarcot valló” tulajdonsága leegyszerűsíti a szerződéses viselkedés hibakeresését, mivel az egyes módszerek tervezett viselkedése egyértelműen meghatározásra kerül. 
Ez a megközelítés lényegesen különbözik a védekező programozástól, ahol a szolgáltató felelős annak meghatározásában, hogy mit tegyünk, ha az előfeltétel nem teljesül. Gyakran előfordul, hogy a szolgáltató kivételt dob, hogy tájékoztassa a klienst az előfeltétel megszegéséről, és végső soron mindkét esetben – DbC és védekező programozás esetén is – a kliensnek kell kitalálnia, hogyan reagáljon erre. Ilyen esetekben a DbC megkönnyíti a szolgáltató munkáját. 
A szerződésalapú tervezés meghatározza a szoftvermodul helyességének kritériumait is: 
- Ha az osztályvariáns és az előfeltétel teljesül, mielőtt egy ügyfél meghívja a szolgáltatót, akkor az invariáns és az utófeltétel a szolgáltatás teljesítése után igaz lesz.
- A szolgáltató hívásakor a szoftvermodul nem sértheti a szolgáltató előfeltételeit.

A szerződésalapú tervezés megkönnyítheti a kód újrafelhasználását, mivel az egyes kóddarabokra vonatkozó szerződések teljes mértékben dokumentálva vannak. A modulra vonatkozó szerződések a modulok viselkedését leíró szoftver dokumentációjának tekinthetők. 

## Teljesítménnyel kapcsolatos következmények
A hibamentes program végrehajtása során soha nem szabad megsérteni a szerződés feltételeit. Ezért a szerződéseket rendszerint csak hibakeresési módban ellenőrzik a szoftverfejlesztés során. Később, a kiadáskor a szerződés ellenőrzése le van tiltva a teljesítmény maximalizálása érdekében. 
Számos programozási nyelven a szerződéseket állításokkal adják meg. Ezeket a C/C++ alapértelmezés szerint kiadási módban eldobja; hasonlóképpen deaktiválják a C# és a Java nyelven. 
A Python értelmező indításakor az -O („optimalizálás”) kapcsolót megadva a Python kódgenerátor sem bocsát ki semmilyen bájtkódot az állításokhoz.
Ez hatékonyan kiküszöböli az állítások futási idejű költségeit a kiadott kódban – függetlenül a fejlesztési módban használt erőforrások számától és számítási költségeitől –, mivel ezeket az utasításokat a fordító egyszerűen kihagyja a kiadott kódból. 

## Kapcsolat a szoftver tesztelésével
A szerződésalapú tervezés nem helyettesíti a rendszeres tesztelési stratégiákat, például az egységteszteket, integrációs teszteket és rendszerteszteket. Inkább a külső tesztelést kiegészíti belső öntesztekkel, amelyek aktiválhatók mind az izolált tesztekhez, mind a végleges (kiadandó) kódban egy tesztfázis alatt. 
A belső öntesztek előnye, hogy felismerik a hibákat, még mielőtt az ügyfél által visszaadott hibás eredményekként jelennének meg, így a hibákat korábban és pontosabban meg lehet találni. 
Az állítások felhasználása teszt oracle egyik formájának, a szerződésalapú tervezés megvalósításának egy módjának tekinthető. 

## Nyelvi támogatás

### Azok a nyelvek, amelyek a legtöbb DbC-funkciót natív módon valósítják meg
- Ada 2012
- Ciao
- Clojure
- Cobra
- D[10]
- Eiffel
- Fortress
- Kotlin
- Mercury
- Nice
- Oxygene (korábban Chrome és Delphi Prism)[11])
- Racket (beleértve a magasabb rendű szerződéseket, és hangsúlyozva, hogy a szerződésszegéseknek a vétkest kell hibáztatniuk, és pontos magyarázattal kell szolgálniuk[12])
- Sather
- Scala[13] [14]
- SPARK (az Ada-programok statikus elemzésén keresztül)
- Vala
- VDM

### Nyelvek harmadik fél támogatásával
Különböző könyvtárakat, előfeldolgozókat és egyéb eszközöket fejlesztettek ki a meglévő, a szerződésalapú programozást natívan nem támogató programozási nyelvekhez: 
- Ada, a GNAT előfeltételeinek és utófeltételeinek pragmáin keresztül.
- C és C ++, a Boost.Contracttel,[15] a DBC for C előfeldolgozó, a GNU Nana, az eCv és az eCv ++ formális ellenőrző eszközökkel, vagy a Digital Mars C++ fordító, a C nyelv CTESK kiterjesztése segítségével. A Loki programkönyvtár egy ContractChecker nevű mechanizmust biztosít, amely ellenőrzi, hogy az osztály teljesíti-e szerződésalpú tervezést.
- C# (és egyéb .NET-nyelvek) Code Contracts[16] segítségével (a Microsoft Research projektje, integrálva .NET Framework 4.0-ba)
- Groovy a GContracts segítségével
- Go a dbc-vel[17]
- Java: 
  - Aktív: 
    - OVal és AspectJ
    - Contracts for Java (Cofoja)
    - Java Modeling Language (JML)
    - Bean Validation (csak elő- és utófeltételek)[18]
    - valid4j

  - Inaktív/ismeretlen: 
    - Jtest (aktív, de úgy tűnik, hogy a DbC-t már nem támogatják)[19]
    - iContract2/JContracts
    - Contract4J
    - jContractor
    - C4J
    - Google CodePro Analytix
    - SpringContracts a Spring keretrendszerhez
    - Jass Archiválva 2003. április 3-i dátummal a Wayback Machine-ben
    - Modern Jass (utódja Cofoja)[20][21]
    - JavaDbC az AspectJ használatával
    - JavaTESK a Java kiterjesztésével
    - chex4j javassist használatával
    - nagymértékben testreszabható java-on-contracts
- JavaScript, az AspectJS (konkrétan AJS_Validator), Cerny.js, ecmaDebug, jsContract, dbc-code-contracts vagy jscategory útján.
- Common Lisp, a makró eszközön vagy a CLOS metaobjektum-protokollon keresztül.
- Nemerle, makrók segítségével.
- Nim, makrók útján.
- Perl, a Class::Contract (Damian Conway) és Carp::Datum (Raphael Manfredi) CPAN-modulokon keresztül.
- PHP, a PhpDeal, Praspel vagy Stuart Herbert ContractLibje útján.
- Python, olyan csomagokkal, mint az icontract, PyContracts, Decontractors, dpcontracts, zope.interface, PyDBC vagy Contracts for Python. A PEP-316-ban a szerződésalapú tervezés állandó támogatását javasolták a Pythonban, de a javaslat állapota 2020 júniusában „elhalasztva”.[22]
- A Ruby, Brian McCallister DesignByContractje, a Ruby DBC ruby-contract vagy a contracts.ruby útján.
- Rust a contracts könyvtáron keresztül
- Tcl, az XOTcl objektumorientált kiterjesztésen keresztül.

## Fordítás
Ez a szócikk részben vagy egészben  a   Design by contract című angol Wikipédia-szócikk ezen változatának fordításán alapul.  Az eredeti cikk szerkesztőit annak laptörténete sorolja fel. Ez a jelzés csupán a megfogalmazás eredetét és a szerzői jogokat jelzi, nem szolgál a cikkben szereplő információk forrásmegjelöléseként.

## Kapcsolódó szócikk
- Erősen típusos programozási nyelv